# Hey! Pikmin
Hey! Pikmin est un jeu vidéo d'action et de plates-formes développé par Arzest et édité par Nintendo, sorti en 2017 sur Nintendo 3DS.

## Système de jeu
Hey! Pikmin est un jeu d'action et de plates-formes en deux dimensions utilisant le pad circulaire pour se déplacer et l'écran tactile pour lancer les Pikmins ou les rappeler, il sert aussi à actionner le jetpack.
Les Pikmins peuvent attaquer les ennemis, transporter des trésors, graines de lumium ou bombes-rocs et interagir avec des éléments comme construire un pont à partir de matériaux trouvés.
Le jeu est découpé en neuf secteurs (mondes), qui sont découpés en zones (niveaux).
Chaque zone contiendra des Pikmins, trésors et ennemis qui se terminera par le Dolphin II qui nous récupérera pour finir.
Les Pikmins, trésors et ennemis vus et/ou récupérés apparaîtront dans le journal de bord avec un commentaire d'Olimar.
Des zones secrètes sont aussi présentes, elles sont des énigmes où on pourra récupérer palets ou trésors amiibos.
Divers amiibos sont utilisables :
- Amiibo Olimar - Fait apparaitre des Pikmins
- Amiibo Pikmin - Fait apparaitre plus de Pikmins
- Série Mario, Animal Crossing & Splatoon - Fait apparaitre un trésor correspondant à l'amiibo dans une zone secrète

## Histoire
"Hey! Pikmin" suit l'aventure d'Olimar, un livreur interstellaire, qui avec son vaisseau spatial avec IA, le Dolphin II, s'échoue sur une planète inconnue à cause d'un astéroïde.
Il doit récupérer du "lumium" sur des trésors qu'il trouvera puis récupérer une pièce essentielle au vaisseau pour pouvoir rentrer sur sa planète en explorant les neuf secteurs.
Il se fera aider par les Pikmins rouges, jaunes, bleus, roc et ailés ayant chacun leurs spécificités.
Après avoir récupéré 30.000 lumium, Olimar doit terrasser une créature parasitant une plante carnivore nommé Parasydre enragé détenant la pièce du vaisseau dans le secteur 9.
Lorsqu'Olimar a réparé entièrement le vaisseau et exploré les neuf secteurs, il dit adieu à ses Pikmins et repart sur Hocotate.

## Accueil
Hey! Pikmin reçoit un accueil moyen de la presse spécialisée. Le jeu obtient un score de 69 % sur Metacritic et de 70 % sur OpenCritic,.